# Pimestiku
Koordinaten: 59° 24′ N, 27° 51′ O
Pimestiku ist ein Dorf (estnisch küla) in der Stadtgemeinde Narva-Jõesuu (bis 2017 Landgemeinde Vaivara). Es liegt im Kreis Ida-Viru (Ost-Wierland) im Nordosten Estlands.

## Beschreibung und Geschichte
Das Dorf hat 7 Einwohner (Stand 1. Januar 2012). Es liegt wenige Meter von der Ostsee entfernt in der Nähe des bis zu zwölf Meter hohen Klints.
Die erste Besiedlung geht wahrscheinlich auf eine Schenkung des Gutsherrn von Vaivara, Baron Karl von Arps von Arpshofen, zurück. Sein Kammerjunge Mart Siren erhielt Grund und Boden in der Nähe der Narvaer Bucht, um einen Bauernhof zu errichten. Das Dorf wird erstmals 1850 als „Streigesinde“ erwähnt.
Ende des 19. Jahrhunderts entstanden an der gesamten Küstenregion Sommerhäuser, so auch zwischen Pimestiku und Meriküla. Ein Bade- und Kurtourismus am Finnischen Meerbusen begann sich zu entwickeln.
Anfang April 1944 erreichte die Front Pimestiku. Bei den schweren Kämpfen zwischen der Roten Armee und der deutschen Wehrmacht an der sogenannten „Tannenberg-Linie“ wurde das Dorf fast vollständig ausgelöscht. Nach dem Ende des Zweiten Weltkriegs kamen nur wenige Familien zurück.

## Bronzezeitlicher Axt-Fund
Bei dem zu Pimestiku gehörenden Gehöft Mummussaare wurde 1939 zufällig eine Axt aus der Bronzezeit entdeckt. Die Pimestiku-Axt (auch Vaivara-Axt genannt) ist 7,5 cm lang und wiegt 133,3 Gramm. Die Ornamente ähneln einerseits vergleichbaren Artefakten in Mittelschweden, andererseits Funden aus dem Gebiet des Flusses Kama in Russland.